# Neobisium vachoni
Espèce
Neobisium vachoni est une espèce de pseudoscorpions de la famille des Neobisiidae.

## Distribution
Cette espèce se rencontre au Monténégro, en Bosnie-Herzégovine et en Croatie.

## Étymologie
Cette espèce est nommée en l'honneur de Max Vachon.

## Publication originale
- Beier, 1939 : Die Höhlenpseudoscorpione der Balkanhalbinsel. Studien aus dem Gebiete der Allgemeinen Karstforschung, der Wissenschaftlichen Höhlenkunde, der Eiszeitforschung und den Nachbargebieten, vol. 4, p. 1-83.